# Панасенко, Фёдор Лукич
Фёдор Лукич Панасенко (6 февраля 1926, Хоружевка, Роменский округ — 29 мая 2002, Сумы) — советский и украинский театральный и киноактёр. Лауреат Премии имени Ленинского комсомола (1974) за исполнение роли Антона Никифоровича Токарева в фильме «Как закалялась сталь» (1973). 

## Биография
Родился 6 февраля 1926 года в селе Хоружевка Сумской области Украинской ССР в крестьянской семье. Участник Великой Отечественной войны, младший сержант, награждён Орденом Отечественной войны II степени (1985).
До 1950 года служил в Советской армии. В 1950-1953 годах работал на заводе.
В 1957 году окончил Киевский театральный институт имени И.К. Карпенко-Карого.
С 1957 года — актёр Сумского музыкально-драматического театра имени М.С. Щепкина.
В кино дебютировал в 1966 году в фильме «Бурьян». Член Союза кинематографистов Украины.
Проживал в Сумах. Ушёл из жизни 29 мая 2002.

## Фильмография
- 1966 — Бурьян — Тихон Кожушной
- 1966 — В западне — Фёдор
- 1966 — К свету! (киноальманах) — Микола Грач
- 1967 — Десятый шаг — Андрей Доценко
- 1967 — На Киевском направлении — Кузьма
- 1969 — Варькина земля — цыган Фёдор
- 1969 — Гори, гори моя звезда — эпизод
- 1969 — Комиссары — Иван Герасименко
- 1969 — Почтовый роман — конвоир в суде
- 1970 — Мир хижинам, война дворцам — солдат
- 1970 — Назовите ураган «Марией» — эпизод
- 1971 — Захар Беркут — Дмитро Вояк
- 1971 — Иду к тебе… — революционер
- 1972 — Здесь нам жить — Иван
- 1972 — Наперекор всему — солдат Фёдор
- 1972 — Тихие берега — Емельян
- 1973 — Как закалялась сталь — Антон Никифорович Токарев
- 1973 — Когда человек улыбнулся — пассажир
- 1973 — Повесть о женщине — Фёдор Подорожный (главная роль)
- 1973 — Старая крепость — дядька Аксентий
- 1974 — Соколово — солдат
- 1974 — Тайна партизанской землянки — Пётр Оберчук
- 1975 — Волны Чёрного моря — Синичкин
- 1976 — Днепровский ветер — конюх
- 1976 — Дума о Ковпаке — одноногий Охрим
- 1976 — Память земли — Андриан Щепетков
- 1976 — Тревожный месяц вересень — Семеренков
- 1977 — Право на любовь — Пётр
- 1977 — Родные — эпизод
- 1978 — Любаша — Флегонт Якимович
- 1978 — Море — эпизод
- 1978 — Наталка Полтавка — Макогоненко
- 1978 — Подпольный обком действует — хозяин
- 1979 — Выгодный контракт — Василий Изотович Волочай
- 1979 — Расколотое небо — Силантьев
- 1980 — Визит в Ковалёвку — Кузьма Глущенко
- 1980 — Дударики — Батурин
- 1980 — Пора летних гроз — Федченко
- 1981 — Два дня в начале декабря — Боровков
- 1982 — Преодоление — Фадеич
- 1983 — Внезапный выброс — эпизод
- 1983 — Провал операции «Большая медведица» — председатель сельсовета села Зеленый гай
- 1984 — Восемь дней надежды — Василий Степанович Клыков
- 1987 — Пока есть время — паромщик

## Награды[1]
- Орден Отечественной войны II степени
- Медаль «За отвагу»
- Медаль «За освобождение Праги»
- Медаль «За победу над Германией в Великой Отечественной войне 1941–1945 гг.»